# Faida di Stefanaconi
La faida di Stefanaconi è la faida di 'ndrangheta tra l'emergente clan dei Piscopisani e la 'ndrina dei Patania di Stefanaconi è l'ultima guerra di 'Ndrangheta in ordine cronologico della provincia di Vibo Valentia.
In questo conflitto sono molti gli interessi che si intrecciano, il primo che ha dato vita a tutto il resto è quello legato al clan emergente dei Piscopisani, una 'ndrina composta da giovani elementi pronti a prendersi lo scenario del crimine nella provincia insieme ad altri clan, tutti uniti dalla voglia di spodestare dal potere la potente famiglia dei Mancuso di Limbadi. Il secondo è legato al sistema della vendetta e del tentativo di prendere sotto controllo una fetta di territorio vibonese che va dalla Valle del Mesima fino alla città di Vibo Valentia. Il violento scontro ha registrato cinque morti e sei tentati omicidi in meno di un anno.

## Storia
La faida scoppia nel settembre del 2011 quando alcuni killer uccidono un agricoltore di Piscopio, comune alle porte di Vibo Valentia, Michele Fiorillo, per alcune problemi legati ai confini di proprietà terriere con il boss indiscusso di Stefanaconi Fortunato Patania, ritenuto anche tra gli alleati della potente famiglia dei Mancuso. Il gruppo criminale dei Piscopisani avendo anche legami di parentela con la vittima decide di rispondere con la stessa moneta; difatti appena due giorni dopo viene ucciso proprio il boss Patania mentre gioca a carte nei pressi della stazione di servizio di sua proprietà situata nella Valle del Mesima, tra Piscopio e i comuni delle Preserre. Questo omicidio rappresenta la goccia che fa traboccare il vaso. Scoppiano una serie di agguati tra dicembre 2011 e giugno 2012, Giuseppe Matina nel mese di dicembre 2011, Francesco Scrugli, Raffaele Moscato e Rosario Battaglia a febbraio 2012, Francesco Calafati a marzo 2012 e Francesco Meddis a giugno nel 2012, tutti legati all'emergente clan dei Piscopisani. Giuseppe Matina però dopo essere riuscito a scampare al primo attentato, nel febbraio del 2012 viene ucciso a Stefanaconi e stessa sorte per Francesco Scrugli che nel marzo del 2012 viene ucciso a Vibo Marina all'entrata della palazzina ritenuta quartier generale del clan dei Piscopisani. L'ultimo omicidio della faida è quello di Davide Fortuna di 31 anni ucciso sulla spiaggia di Vibo Marina mentre si trovava in compagnia della moglie e delle due figlie piccole. Anche quest'ultimo elemento era legato secondo la magistratura, anche da parentele, con il clan dei Piscopisani.

## Arresti
L'Antimafia e la Polizia dopo aver lavorato giorno e notte scoprono tutto il filone criminale e lo smascherano con una serie di operazioni. La prima operazione denominata "Gringia" porta alla sbarra 18 persone tutte legate alla 'ndrina dei Patania accusate dei vari reati di omicidio, tentato omicidio e associazione a delinquere. In questa operazione spiccano alcuni personaggi, la moglie del defunto boss Patania, Giuseppina Iacopetta che avrebbe ordinato ai figli dopo la morte del marito di scatenare una guerra contro i suoi assassini e mandanti, in particolare ordinò l'omicidio di Giuseppe Matina e di Francesco Meddis. Due killer slavi assoldati dai Patania grazie all'appoggio dei Mancuso e un killer sardo, Mario Uras.
Diverse operazioni invece sono state condotte contro i Piscopisani, dove i principali arrestati e indiziati sono sempre Rosario Fiorillo di 26 anni, Rosario Battaglia di 30 anni e Raffaele Moscato di 28 anni, ritenuti fondatori e promotori del gruppo criminale. L'ultima, la più importante, si registra nel 2015 dove i tre vengono arrestati con l'accusa di essere mandanti ed esecutori dell'omicidio di Fortunato Patania.

## Testimoni di Giustizia e legami con altre famiglie
Dopo l'ultima operazione del 2015 dove i vertici del gruppo dei Piscopisani vengono accusati dell'omicidio di Fortunato Patania, uno dei membri fondatori e promotori dell'organizzazione criminale decide di collaborare. Raffaele Moscato difatti svela tutto della faida e del suo gruppo criminale, confermando l'interesse del suo gruppo di staccarsi del controllo dei Mancuso e di aggregarsi ai clan della provincia di Reggio Calabria della fascia Ionica, insieme ad altri gruppi criminali del vibonese, in particolare quello degli Emanuele di Gerocarne e dei Tripodi di Vibo Marina, quest'ultima 'ndrina opera come Holding della 'Ndrangheta soprattutto fuori dai confini regionali, tra Lazio e Lombardia. Moscato confessa agli inquirenti che i Tripodi avrebbero spalleggiato i Piscopisani nella guerra contro i Patania, rivela gli affari dei loro soci e i riti con cui bisognava rendere omaggio al capo della famiglia di Vibo Marina. 
Farebbe luce anche sui mandanti ed esecutori dei vari attentati, autoaccusandosi dell'omicidio di Fortunato Patania e dichiarando che il figlio di Michele Fiorillo l'agricoltore ucciso dai Patania aveva chiesto ai Piscopisani dopo aver ucciso Fortunato Patania di scaricargli in faccia un caricatore di kalashnikov in risposta agli avversari che gli avevano ucciso il padre a colpi di fucile in viso.
L'altro collaboratore è legato invece alla famiglia dei Patania, ed è la nipote del boss Fortunato e di sua moglie Giuseppina Iacopetta. La ragazza ha fatto luce su come la sua famiglia imponesse il dominio nel suo territorio, anche mediante il controllo dei riti religiosi quali le processioni e l'Affrontata (manifestazione religiosa svolta nel giorno di Pasqua con le statue dei Santi a rappresentare la resurrezione di Cristo) che servivano a battezzare e far vedere in paese affiliati e alti gradi del Clan. La rivelazione più importante la fa però proprio sulla zia, ammettendo di essere stata lei a chiedere vendetta per il marito defunto ordinando con testuali parole di voler vedere "scorrere il sangue fino alla porta di casa mia", in particolare nel caso di Francesco Meddis che abitava proprio nelle vicinanze della casa del boss Patania. La collaboratrice infine fa il nome del parroco del paese, ritenuto anche lui favoreggiatore della famiglia mafiosa.
Nicola Figliuzzi di Sant'Angelo di Gerocarne è l'ultimo dei pentiti che confessa il tentato omicidio ai danni di Francesco Calafati commesso insieme a Salvatore Callea, accusa invece dell'omicidio di Giuseppe Matina: Arben Ibrahimi e Loielo Cristian. infine il tentato omicidio nei confronti di Francesco Meddis, affiliato ai Bartolotta è stato commesso da Beluli Vasvi su ordine dei Patania.

## Processo Gringia
Il processo mira a fare luce agli omicidi correlate sia alla faida di Stefanaconi con il locale di Piscopio che con la 'ndrina dei Bartolotta.
Il processo arriva in Corte di cassazione ad aprile 2019 comminando 7 ergastoli di cui uno a Giuseppina Iacopetta, vedova del boss Fortunato Patania, e uno per i suoi 3 figli Saverio, Salvatore e Giuseppe Patania.